# Demonax mongtsenensis
Demonax mongtsenensis är en skalbaggsart som beskrevs av Maurice Pic 1904. Demonax mongtsenensis ingår i släktet Demonax och familjen långhorningar. Inga underarter finns listade i Catalogue of Life.